# Gare de Berzy-le-Sec
La gare de Berzy-le-Sec est une ancienne gare ferroviaire française de la ligne de La Plaine à Hirson et Anor (frontière), située sur le territoire de la commune de Berzy-le-Sec, dans le département de l'Aisne, en région Hauts-de-France.

## Situation ferroviaire
Établie à 72 mètres d'altitude, la gare de Berzy-le-Sec est située au point kilométrique (PK) 100,005 de la ligne de La Plaine à Hirson et Anor (frontière), entre les gares ouvertes de Vierzy et de Soissons.

## Histoire
La gare est mise en service le 2 juin 1862 par la Compagnie des chemins de fer du Nord, lorsqu'elle inaugure la section de Villers-Cotterêts à Laon.
La gare est fermée[Quand ?].

## Patrimoine ferroviaire
Dans les années 2010, le bâtiment voyageurs est fermé et occupé.